# 도쇼구역
도쇼구역(일본어: 東照宮駅 도쇼구에키[*])은 일본 미야기현 센다이시 아오바구에 있는 동일본 여객철도 센잔 선의 역이다. 예전에는, 이 역의 남서쪽에 센다이 철도의 도쇼구마에 역이 존재했다.

## 역 구조
단식 승강장 1면 1선의 지상역이다. 선로가 성토의 위에 있기 때문에, 계단을 올라가고 승강장으로 향하는 일이 된다. 동서로 달리는 단선 노선의 북쪽에 승강장이 있다.
기타센다이역관리의 업무위탁역. POS단말, 승차권 자동 발매기, 자동 개찰기 설치. 에스컬레이터 없음. 엘리베이터는 2011년 3월 21일부터 사용을 개시한다.
역사로 인접하는 아동공원(도호쿠 소년원 부지)이 개찰구까지의 통로를 겸한다고 해, 전국적으로도 드문 특징을 가진 역이다. 역사의 장소는 비상으로 이해하기 어렵다. 개찰구는 승강장의 서단에 있어, 계단을 내려가면, 미야마치 거리와 센다이 철도 자취의 철도를 연결하는 선로로 따르는 골목길(자동차 통행 불가)이 있어, 이 골목길은 역 개업시에 신설되었다. 당초는 미야마치 거리와 직결하고 있지만, 2005년경 배선기기 도입에 수반해 공사의 결과, 미야마치 거리쪽부터 도쇼구 니초메 공원을 경유해서 역으로 향하는 레일로 변경되었다. 매표소와 개찰은 승강장과 같은 2층에 있고, 건물의 1층 부분은 기둥만으로, 전기의 골목길이 빠져나간다. 역원 업무 시간 이외는, 개찰 부근에 있는 인터폰으로 관리 센터(센다이 지사 여객 지령)를 호출해, 대처 받을 수 있다.
JR의 특정 도구 시내 제도에 있어서의 '센다이 지구'의 역이다.

## 이용 현황
- 2010년도의 1일 평균 승차 인원은 2,533명이다.

| 승차 인원 추이 | 승차 인원 추이     |
| 연도           | 1일 평균 승차 인원 |
| -------------- | ------------------ |
| 1999           | 2,397              |
| 2000           | 2,349              |
| 2001           | 2,349              |
| 2002           | 2,243              |
| 2003           | 2,338              |
| 2004           | 2,374              |
| 2005           | 2,380              |
| 2006           | 2,423              |
| 2007           | 2,605              |
| 2008           | 2,644              |
| 2009           | 2,616              |
| 2010           | 2,533              |

## 역 주변
하나밖에 없는 출구의 바로 북쪽에 도쇼구 니초메 공원이 인접해, 남쪽은 선로이므로, 역 앞에 흔히 있는 활기는 없다. 부근은 센다이 시가의 연장의 주택지이다. 역으로부터 나오면 도쇼구 니초메 공원을 지나서 서쪽으로 가면, 미야마치 거리를 사이에 두면 센가쿠인이 있다. 센다이도쇼 궁의 기둥문이 보인다. 왼쪽, 남쪽에 건널목을 건너면, 우메다 강으로 접어들어 히가시도쇼구마에 교가 있다.
- 도호쿠 약과 대학
- 센다이도쇼 궁
- 센가쿠인
- 훼미리마트

## 역사
- 1922년 10월 6일 : 센다이 철도 · 도오리마치 - 야오토메간 개통에 의해, 센다이 철도의 도쇼구에키마에역이 개업.
- 1956년 3월 14일 : 센다이 철도 · 기타센다이 - 가미나가신타 간 폐선에 의해, 센다이 철도의 도쇼구에키마에역이 폐지.
- 1988년 11월 18일 : 동일본 여객철도의 도쇼구역이 개업.
- 2003년
  - 7월 17일 : 자동 개찰기 도입.
  - 10월 26일 : IC카드 Suica 사용개시.
- 2006년 12월 15일 : 사원 배치를 폐지해, 도호쿠 통합 서비스로 업무 위탁.
- 2009년 4월 1일 : 센다이 시영 버스 '미야마치 고초메' 버스 정류장이 '미야마치 고초메 · 도쇼구에키이리구치'로 개칭.

## 인접 역
| 센잔 선     | 센잔 선                | 센잔 선                    |
| ----------- | ---------------------- | -------------------------- |
| 센다이 방면 | ■ C쾌속 · D쾌속 · 보통 | 기타센다이 우젠치토세 방면 |